# Richwood, Ohio
Richwood là một làng thuộc quận Union, tiểu bang Ohio, Hoa Kỳ. Năm 2010, dân số của làng này là 2229 người.

## Dân số
- Dân số năm 2000: 2156 người.
- Dân số năm 2010: 2229 người.